# Білінчук Дмитро Дмитрович
Дмитро́ Дми́трович Білінчу́к (псевдо: «Хмара») (1919, с. Ільці, Косівський повіт — 8 квітня 1953, Лук'янівська тюрма, Київ) — сотенний сотні УПА ім. Богдана Хмельницького в курені «Перемога» (1944—1946), субреферент СБ Косівського надрайонного проводу ОУНР (1946—1947), охоронець командира ТВ-21 «Гуцульщина» Петра Мельника «Хмари» (1948—1949), провідник Косівського районного проводу ОУНР (07.1950-06.1952). Лицар Бронзового хреста бойової заслуги УПА.

## Життєпис

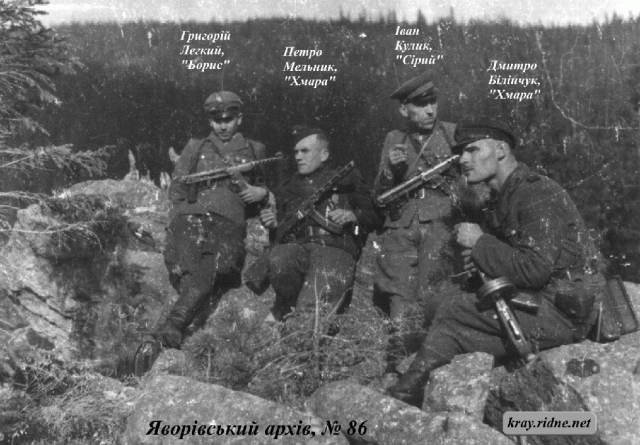
Г.Легкий-«Борис»,П.Мельник-«Хмара»,І.Кулик-«Сірий», Дмитро Білінчук-«Хмара».

Зліва направо: Іван Дебринюк «Непорадний», Данилюк Назарій та Білінчук Дмитро

Дмитро Білінчук народився у 1919 році в селі Ільці Косівського повіту на Станіславщині (нині Верховинський район Івано-Франківської області) в родині Дмитра та Євдокії Білінчуків. Окрім нього, в родині виховувалось ще три сини і донька. Один із братів — Василь Білінчук.
У 1940 році його родину депортували до трудових поселень віддалених районів СРСР, а саме в Красноярський край. Були б вивезли і самого Дмитра, але йому вдалося уникнути арешту НКВС через відсутність на той час вдома. Він організував загін бойовиків з метою диверсійної діяльності проти представників радянської влади.
В часи німецької окупації провадив підривну роботу проти нового режиму. У червні 1942 року під час сутички у рідних Ільцях застрелив коменданта поліції Пірожека. Його розшукувало і врешті-решт схопило гестапо. Але коли його повезли до Коломиї, побратими влаштували засідку і відбили його.
У 1943 році повітовий провідник ОУН «Курява» залучив Дмитра Білінчука до ОУН і підпорядкував повітовому референтові Служби безпеки Костянтину Генику (1920—1950). Весною 1944 року після військового вишколу в старшинській школі УПА «Олені» став чотовим у сотні Юліана Матвіїва «Недобитого» (1912—1953). В грудні 1944 року очолив сотню УПА ім. Богдана Хмельницького в курені «Перемога».
З 1946 року, після розформування сотні, Дмитро Білінчук став субреферентом СБ Косівського надрайонного проводу ОУН. Влітку 1949 року як охоронець Петра Мельника «Хмари» брав участь у рейді відділу УПА до Румунії, який тривав 2 тижні і був проведений з агітаційною метою.
24 червня 1952 року через зраду окружного референта СБ Романа Тучака «Клима» потрапив до полону.
8 квітня 1953 року був розстріляний НКВС у Лук'янівській тюрмі у Києві разом із повстанцями Дмитром Балагураком («Скобою») і Юліаном Матвіївим («Недобитим»).

## Нагороди
- Згідно з Виказом відзначених крайового військового штабу УПА-Захід від 1.09.1946 р. хорунжий УПА Дмитро Білінчук — «Хмара» нагороджений Бронзовим хрестом бойової заслуги УПА.

## Вшанування пам'яті
- 12 жовтня 2017 р. від імені Координаційної ради з вшанування пам'яті нагороджених Лицарів ОУН і УПА у Львові Бронзовий хрест бойової заслуги УПА (№ 015) переданий Богдану Білінчуку, племіннику Дмитра Білінчука — «Хмари».

## Спогади

Василь Павлів писав у своїй книзі «Яворівський фотоархів УПА»:
|  | Був «Хмара» парубок вродливий, фізично сильний і дуже відважний. По всьому Косівському повіту німці розклеїли листівки з текстом про винагороду тому, хто вкаже його місцеперебування, а він серед білого дня приїхав конем в центр самого Косова до панночки, яку вподобав. Переполох вчинився… Але не знайшли ні коня, ні «Хмари» — зник! |

## Цікаві факти
- Під час рейду до Румунії Дмитро Білінчук та його сотня підібрали ведмежа, яке потім слідувало разом з ними[4].
- Дмитро Білінчук є дядьком Василя Портяка — відомого українського сценариста[5]